# Leptoperla
Leptoperla là một chi côn trùng thuộc họ Gripopterygidae.

## Các loài
Chi này có các loài sau:
- Leptoperla cacuminis